# Qelipot
Qelipot/Qliphoth/Qlippoth o Kelipot (in ebraico קליפות‎?, in differenti grafie secondo le differenti tradizioni cabalistiche), letteralmente col significato di "bucce", "gusci" o "involucri" (dal singolare: קליפה  Qliphah/Kelipah "tegumento/scorza"), sono le rappresentazioni del male o delle forze spirituali impure del misticismo ebraico. Il reame del male viene anche definito col termine aramaico Sitra Achra (סטרא אחרא, "Altra Parte", l'opposto della santità) nei testi della Cabala. I qlippoth sono sinonimo di idolatria e di forze spirituali impure.

## Nella Cabala ebraica
Nella cosmologia cabalistica, le Qelipot sono "involucri" metaforici che circondano la santità. Sono ostacoli spirituali che ricevono la loro esistenza da Dio in una maniera esterna, piuttosto che interna. La divinità nell'ebraismo connota la rivelazione della vera unità di Dio, mentre gli involucri nascondono la santità, come le bucce nascondono il frutto interno. Sono quindi sinonimi di idolatria, la radice dell'impurità che attribuisce un falso dualismo al Divino, e con il Sitra Achra (סטרא אחרא, "Altra Parte"), percepito come reame opposto alla santità. Emergono nel Seder hishtalshelus (Catena dell'Essere o Evoluzione) discendente attraverso lo Tzimtzum (contrazione dell'Ohr divino), come parte del fine della Creazione. In questo hanno anche proprietà benefiche, come la buccia protegge il frutto, trattenendo il flusso divino dal dissiparsi. Nelle Qelipot, la Cabala distingue tra due reami: il totalmente impuro e l'intermedio.
Le Qelipot formano quattro cerchi concentrici i cui termini derivano dalla visione di Ezechiele (Ez1:4-26), "Io guardavo ed ecco un uragano avanzare dal settentrione, una grossa nube con un  turbinìo di fuoco e uno splendore intorno a essa..." Le "Tre Qelipot Impure" (totalmente Tamei, "impure") si riscontrano nei prime tre termini, la "Qelipah Splendente" intermedia (Nogah, "splendore") si riscontra nel quarto termine, mediatrice che ricopre la circostante santità e capace di sublimazione. Nella Cabala medievale, la Shekhinah è separata nella Creazione dalle Sephirot a causa del peccato umano, mentre nella Cabala lurianica la Divinità viene esiliata nelle Qelipot dalla precedente catastrofe iniziale. Ciò fa che "Scintille di Santità" vengano esiliate negli involucri delle Qelipot, e l'osservanza ebraica redime la Nogah mondana, mentre le Tre  Qelipot Totalmente Impure sono elevate indirettamente grazie alle proibizioni negative dei precetti. Il Pentimento (Teshuvah) per amore trasforma retrospettivamente il peccato in virtù, la tenebra in luce. Quando tutte le scintille sono state liberate dalle Qelipot, deprivandole della loro vitalità, inizia l'era messianica. Nel pensiero chassidico, lo schema cabalistico delle Qelipot viene internalizzato nell'esperienza psicologica come un'autoconcentrazione, opposta all'autonullificazione del Deveikut santo, alla base della sua interpretazione monistico-panenteistica delle Qelipot come autoconsapevolezza illusionaria della Creazione.

## Interpretazioni magiche della Cabala ermetica
In alcune interpretazioni della Cabala "ermetica", si ricerca l'area delle Qelipot al di là della proibizione ebraica stabilita dalla rispettiva etica mistica (Deveikuth), quale parte del processo di autoconsapevolezza e conoscenza. In contrasto, la Cabala pratica, branca della tradizione mistica ebraica che tratta dell'uso della magia, era interpretata dai suoi praticanti come fosse simile alla magia bianca, accedente esclusivamente alla santità – tuttavia il pericolo di intraprendere un tale percorso, che si trova a dover trattare anche con la magia "impura", restrinse il campo di esercizio a pochi individui nella storia ebraica.